# 和平广场 (沈阳)
和平广场是辽宁省沈阳市的一个圆形广场，位于和平区，和平南大街与民主路、新华路及中兴二巷的相交处。

## 历史
和平广场始建于1932年，原名朝日广场，为雪见町（和平大街）向南延伸段，与平安通（民主路）、高千穗通（新华路）交汇处。广场占地面积为18521平方米。1945年日本战败后改名崇德广场，1949年以后定名为和平广场。

## 东北解放纪念碑
1988年，和平广场中央立起标志性建筑东北解放纪念碑，纪念东北解放40周年。1996年，纪念碑公布为沈阳市文物保护单位。

## 和平广场日式建筑群
和平广场周边，满铁为满铁高级社员干部建了很多独立洋房，后来是领导干部的家属区。2013年6月17日，和平广场日式建筑群公布为沈阳市文物保护单位，编号4-54。